# Куусисто, Илкка
И́лкка Та́нели Ку́усисто (фин. Ilkka Taneli Kuusisto; 26 апреля 1933, Хельсинки — 20 февраля 2025, Хельсинки) — финский композитор, награждённый высшей наградой страны для деятелей искусства — медалью Pro Finlandia (1984).

## Биография
В 1954 году окончил дирижёрско-органное отделение, а в 1958 году — педагогическое отделение Академии имени Сибелиуса в Хельсинки, где его преподавателями были Аарре Мериканто и Нильс-Эрик Фугстедт. В 1992 году ему было присвоено звание профессора академии.
С 1960 по 1963 год работал в качестве помощника музыкального редактора телерадиокомпании Yle, с 1963 по 1972 год — кантором-органистом лютеранского прихода в Мейлахти. С 1984 по 1992 год был генеральным директором Финской национальной оперы. Кроме того, с 1963 по 1965 год работал в Финской национальной опере в качестве руководителя хора. С 1965 по 1968 и с 1971 по 1975 год трудился в качестве капельмейстера Хельсинкского городского театра; с 1982 по 1984 год художественного руководителя Musiikki-Fazer; с 1969 по 1971 год ректором института Клеметти; с 1968 по 1977 год дирижёра симфонического хора финского радио и с 1975 по 1984 год преподавателем Академии Сибелиуса.
Куусисто умер 20 февраля 2025 года в возрасте 91 года.

## Семья
- Отец — Танели Куусисто[англ.] (1905—1988), композитор
- Сестра — Ниеми, Ирмели[фин.] (1931—2008), профессор и театральный педагог.
- Сестра — Тууликки Нярхинсало, музыкальный педагог.
- Сын — Яакко Куусисто[фин.] (род. 1974), композитор.
- Сын — Пекка Куусисто (род. 1976), скрипач.

## Творчество
Оперы
- Muumiooppera 1974
- Miehen kylkiluu 1977
- Sota valosta 1980
- Jääkäri Ståhl 1981
- Pierrot ja yön salaisuudet 1991
- Postineiti 1992
- Фрёкен Юлия[фин.] (Neiti Julie или Fröken Julie) 1994
- Gabriel, tule takaisin! 1998
- Isänmaan tyttäret 1998
- Nainen kuin jäätynyt samppanja 1999
- Kuninkaan sormus 2000
- Pula! 2002
- Matilda ja Nikolai 2003
- Kotia kohti 2006
- Vapauden vanki 2006
- Taipaleenjoki 2009

Другие произведения
- Fjäriln vingad 2005
- Lumikuningatar («Снежная королева») (балет) 1979
- Robin Hood (балет) 1985
- Симфония I 2000
- Симфония II 2005
- Concertino improvvisando viululle ja orkesterille 2006
- The Land Of Music
- Meren Laulu